# Баймирза (Біржан-сала район)
Баймирза́ (каз. Баймырза) — село у складі району Біржан-сала Акмолинської області Казахстану. Адміністративний центр Баймирзинського сільського округу.
Населення — 364 особи (2021; 480 у 2009, 639 у 1999, 1041 у 1989).
Національний склад станом на 1989 рік:
- казахи — 34 %;
- росіяни — 31 %.